# Bomaanslag in Caïro op 22 februari 2009
Op 22 februari 2009 vond een bomaanslag plaats in Caïro in Egypte. Hierbij kwam één persoon om het leven en raakten 23 mensen gewond.

## Gebeurtenis
Op 22 februari 2009, rond 18.30 uur lokale tijd, ontplofte een bom, vlak bij een café in de beroemde Khan el-Khalil Bazaar in het toeristische centrum van Caïro in Egypte. Hierbij viel één dode, een 17-jarig Frans meisje, dat deel uitmaakte van een groep van 54 tieners uit Levallois-Perret, nabij Parijs. Verder vielen er 23 gewonden, waaronder zeventien Fransen, één Duitser, drie Saoedies en twee Egyptenaren.
Volgens de politie werden er twee bommen gegooid vanaf een motor. De tweede bom ontplofte niet en werd door de politie onschadelijk gemaakt. De aanslag is nog niet opgeëist.

## Eerdere aanslag
In 2005 kwamen in dezelfde wijk twee Fransen en een Amerikaan om bij een zelfmoordaanslag. Ook deze aanslag is nooit opgeëist.